# Оберштрасс (Цюрих)
Оберштрасс — это район города Цюрих. Ранее независимый муниципалитет был зарегистрирован в 1893 году и сегодня вместе с районом Унтерштрасс образует городской Округ 6.

## Название
Название происходит от улицы Обер (нем. Ober-Straße), которая ведет к Винтертуру. Аналогом этой улицы в Цюрихе является улица Нидер (нем. Niedere-Straße), которая дала название для района Унтерштрасс.

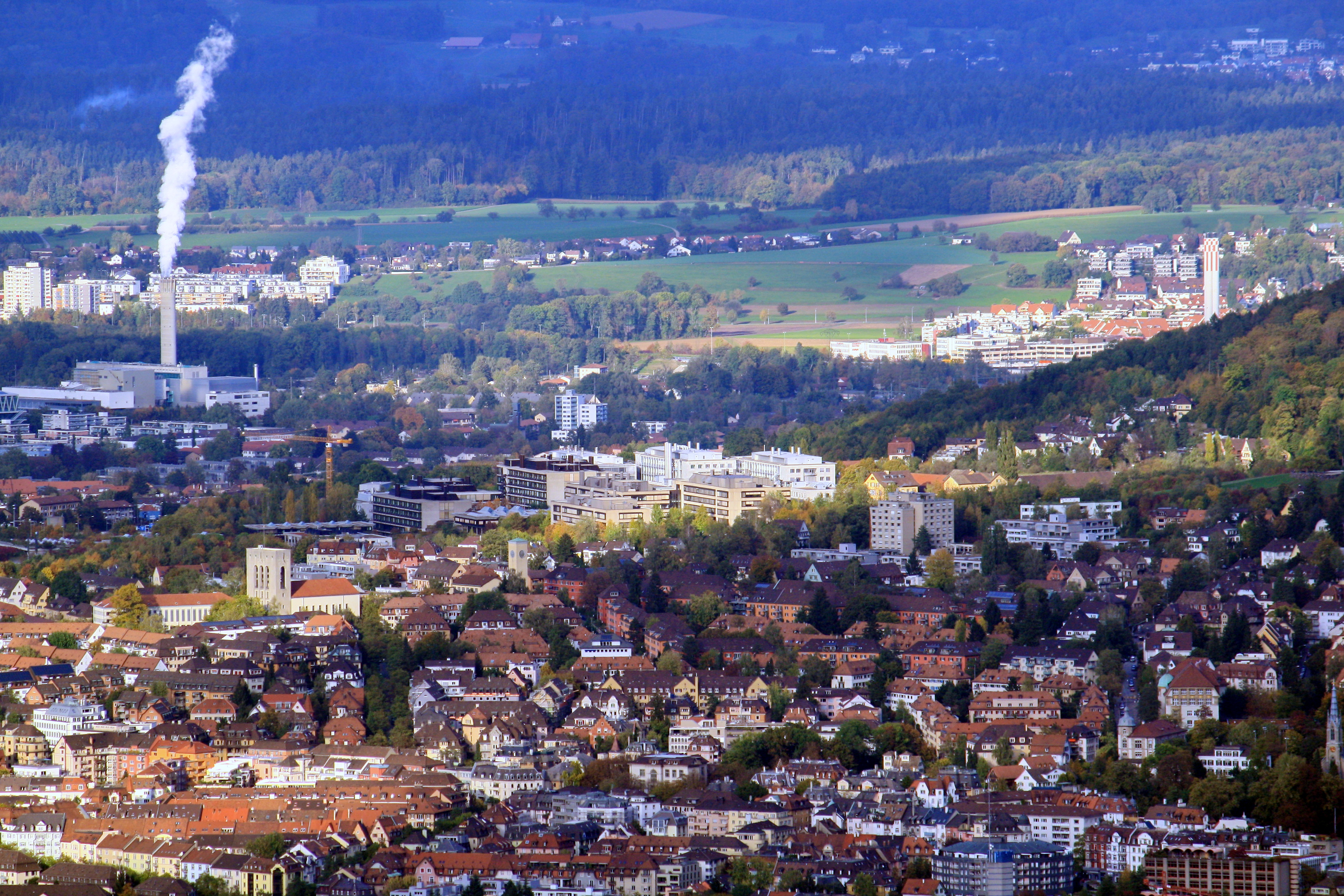
Кампус Оберштрасс и Ирхельпарк, Эрликон (слева) и Зеебах на заднем плане, вид из Утлиберга

## История

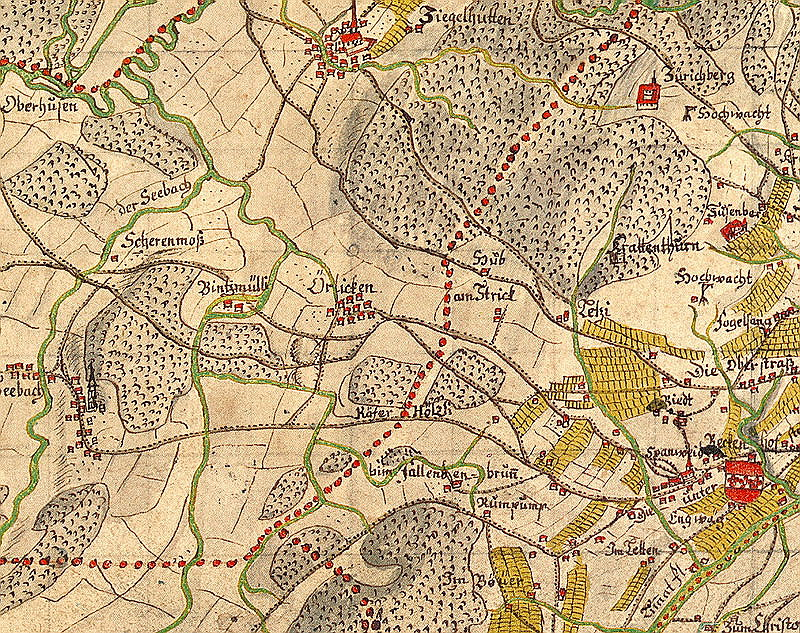
Оберштрасс (внизу справа) и монастырь Святого Мартина вверху справа на «Гигерплане» Ганса Конрада Гигера (1667 г.).

Еще в средние века вдоль верхней дороги, идущей вдоль Цюрихберга в Винтертур, существовали отдельные придворные поселения. Название Оберштрасс как географическое название задокументировано с 1377 года. Приблизительно 500 лет назад Цюрихберг населяли фермеры и виноградари. Из-за обширности территории формирование общины было практически невозможно, поэтому эти территории долгое время не являлись частью ни одного поселения. Влияние строгих правил гильдии городского правительства сделало ситуацию еще более сложной.
Когда правление бейливика было распущено вместе с началом вторжения французских революционных войск в Цюрих в 1798 году, в Оберштрассе была создана демократическая муниципальная администрация, которая вошла в состав гельветической республики. Год спустя Оберштрасс пострадал от рук войск во время оккупации Франции, Австрии и России во время Цюрихских сражений.

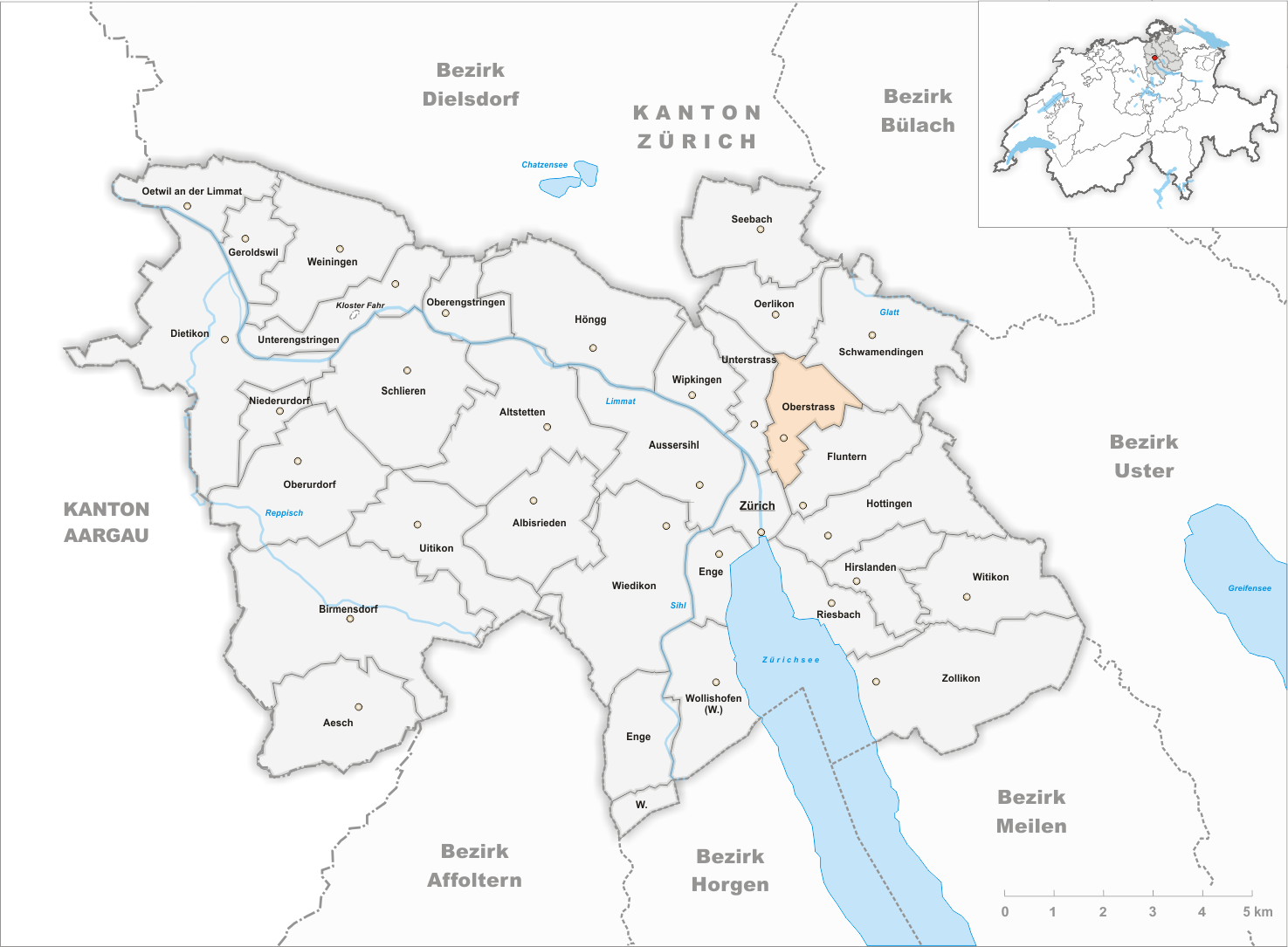
Муниципальный статус до присоединения 01.01.2016 г. январь 1893 г.

Во время процесса индустриализации в Оберштрассе резко увеличилось население. В основном это были богатые промышленники, которые строили свои виллы в Цюрихберге на местах, где солнце светило практически весь день. С активным ростом населения, Оберштрасс больше не мог самостоятельно удовлетворять растущие потребности населения: в 1893 году он был включен в состав Цюриха. Более 90 процентов населения выразили своё согласие.
В конце 19 века это был еще небольшой поселок, где вдоль проспекта стояло несколько домов, но в 1950 году в квартале проживало уже более 15 тысяч человек.

## Район сегодня
Оберштрасс часто называют «деревней внутри города», потому что район сохранил некоторые деревенские черты. Сегодня Оберштрасс — это достаточно популярный среди приезжающих в Цюрих жилой район, который включает в себя множество зеленых зон, хорошую инфраструктуру и благоприятное расположение над центром города. Ирхельпарк расположен на границе с Унтерштрассом и граничит с частями Цюрихского университета и Государственного архива кантона Цюрих .

### Церкви

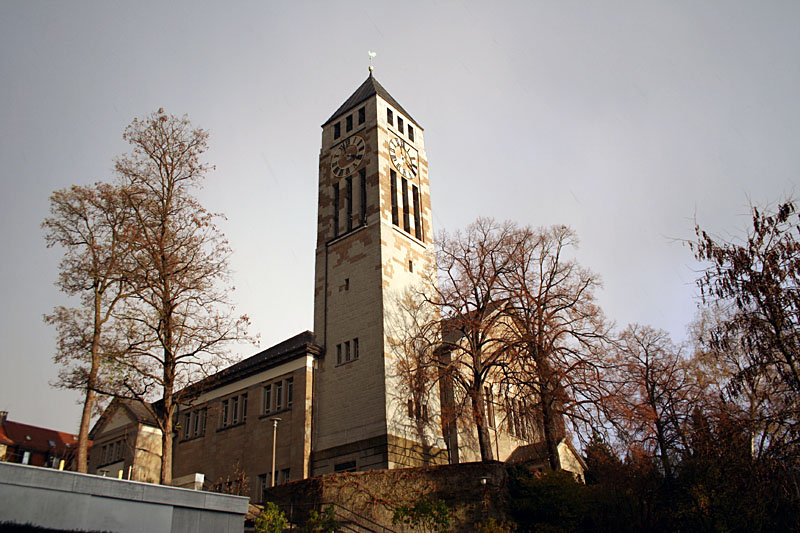
Реформированную церковь на Оберштрассе, построенную между 1908 и 1911 годами, можно увидеть издалека благодаря массивной каменной башне.

В Оберштрассе находятся две церкви: 
- Евангелическая реформатская церковь на Оберштрассе была построена между 1908 и 1910 годами по планам архитекторов Отто Пфлегарда и Макса Хефели после того, как первая церковь, построенная в 1734 году, перестала удовлетворять необходимым размерам. Её башня характеризует городской пейзаж Оберштрасса.
- Русская православная церковь имеет свой храм в Цюрихе в Оберштрассе. После реконструкции бывшая часовня Эммауса паломнической миссии св. Крисхоны была открыта в 2002 году как церковь Воскресения Христова.

### Транспорт и Экономика

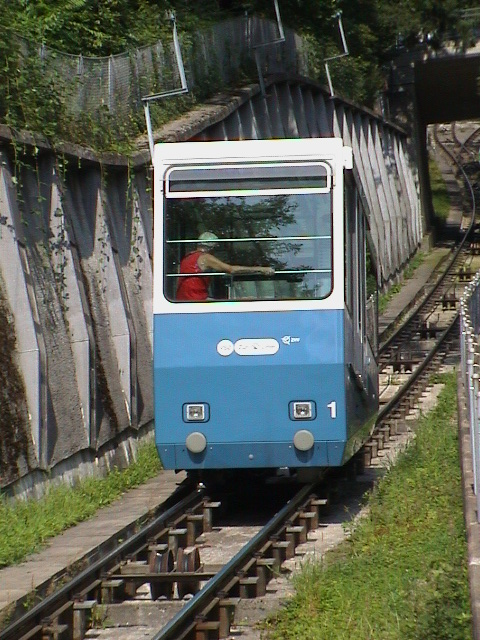
Канатная дорога Ригиблик (нем. Rigiblick)

Площадь Риги (нем. der Rigiplatz) на Университетской улице (нем. Universität-Straße), когда-то бывшая улица Обер, сегодня является транспортным и экономическим центром квартала. Здесь сходятся трамвайные пути 9 и 10, троллейбусный маршрут 33 и канатная дорога Ригиблик, ведущая в Цюрихберг. Кроме того, на близлежащем участке Университетской улицы обосновались различные специализированные магазины и технические предприятия.

### Мнение населения
На основании опроса жителей, проведённым в 2003 году видно, что район Оберштрасс занимает первое место в Цюрихе по качеству жизни. Более 88 процентов жителей Оберштрасса довольны как окружающей, так и собственной средой. Это означает, что Оберштрасс занимает первое место, обходя по процентам районы Фризенберг и Витикон. Кроме того, согласно результатам опросов, население Оберштрасса не считает проблемы наркотиков и преступности в своем районе острой.

### Оберштрасская Районная Ассоциация

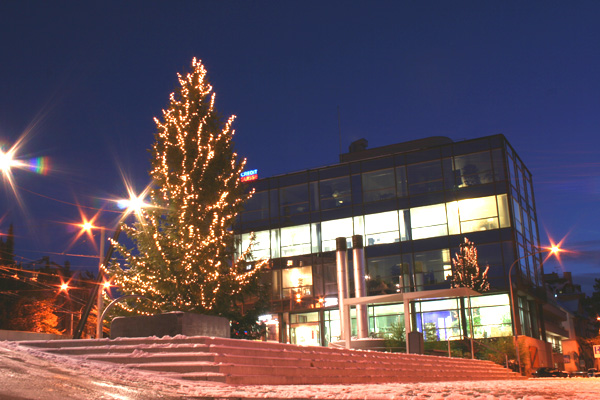
Ригиплац, отремонтированный в 2003 году, на Рождество, на фоне здания Credit Suisse.

Оберштрасская Районная Ассоциация (нем. der Quartierverein Oberstrass), основанная в 1897 году, выполняет функцию налаживания связи между властями и населением и поддерживанием качества жизни в районе, несмотря на различные структурные и связанные с дорожным движением меры, а так-же продвижения популярности района путем проведения фестивалей и ярмарок. Каждый год в начале июня под руководством Оберштрасской районной ассоциации проводится крупнейшее мероприятие округа -  Оберштрасская Ярмарка (нем. Oberstras-Määrt). Сегодня Оберштрасская Районная Ассоциация (ОРА), президентом которой в настоящее время является Кристин ван Меркестейн, насчитывает более 900 членов.

## Известные личности
- Итальянский пианист, композитор и дирижер Ферруччо Бузони некоторое время жил на улице Шойхцер 36.
- Могила немецкого писателя Георга Бюхнера находится на холме Германия.
- Швейцарский писатель Генрих Федерер в последние годы своей жизни жил на улице Боллей 44.
- Учитель, автор песен и писатель в Цюрихе Герман Рудольф Хэгни какое-то время жил в Оберштрассе.
- Ирландский писатель Джеймс Джойс прожил на улице Хальденбах 12 лет, где написал многие свои романы.
- Милева Марич, первая жена Альберта Эйнштейна, владела недвижимостью на улице Хуттен 62 и после смерти мужа прожила здесь до самой смерти.
- Австрийский физик Эрвин Шредингер жил на улице Хуттен 9 с 1921 по 1927 год.
- Русский писатель Александр Исаевич Солженицын жил в муниципальной собственности на улице Штапфер 45.
- Швейцарский писатель Бернхард фон Аркс жил на улице Летци до конца 1970-х годов.
- Леонхард Видмер, поэт швейцарского псалма, жил на улице Винтертурер 25.
- Поэт-викарий Уильям Вольфенсбергер родился в Оберштрассе 16 ноября 1913 года.